# Плутонийдииридий
Плутонийдииридий — бинарное неорганическое соединение
плутония и иридия
с формулой Ir2Pu,
кристаллы.

## Получение
- Сплавление стехиометрических количеств чистых веществ:

{\displaystyle {\mathsf {Pu+2Ir\ {\xrightarrow {T}}\ Ir_{2}Pu}}}

## Физические свойства
Плутонийдииридий образует кристаллы
кубической сингонии,
пространственная группа F d3m,
параметры ячейки a = 0,7512÷0,7525 нм, Z = 8,
структура типа магнийдимедь Cu2Mg.
В соединении обнаружены аномалии на температурной зависимости проводимости.